# Congo-Brazzaville
De Republiek Congo, ook bekend als Congo-Brazzaville, de Congolese Republiek of eenvoudigweg Congo, is een land gelegen aan de westkust van Centraal-Afrika, ten westen van de Kongorivier. Het grenst in het westen aan Gabon, in het noordwesten aan Kameroen, in het noordoosten aan de Centraal-Afrikaanse Republiek, in het zuidoosten aan de Democratische Republiek Congo, in het zuiden aan de Angolese enclave Cabinda, en in het zuidwesten aan de Atlantische Oceaan. De Republiek Congo is lid van de Afrikaanse Unie, de Verenigde Naties, La Francophonie, de Centraal-Afrikaanse Douane- en Economische Unie (UDEAC) en de Beweging van Niet-Gebonden Landen.

## Geschiedenis

### Prekoloniale periode

#### Prehistorie
De Bantoe-sprekende volkeren, die tijdens de Bantoe-expansies verschillende stammen oprichtten, verdrongen en absorbeerden grotendeels de eerdere bewoners van de regio, de Pygmeeën, rond 1500 v.Chr. De Bakongo, een Bantoe-etnische groep die zich verspreidde over delen van het huidige Angola, Gabon en de Democratische Republiek Congo, legden de basis voor zowel etnische verwantschappen als rivaliteiten tussen deze landen.

#### Vroege koninkrijken en staten
Tegen de 13e eeuw bestonden er drie prominente confederaties van staten in het westen van het Kongogebied. In het oosten bevond zich Kongo dia Nlaza, een federatie van zeven koninkrijken die algemeen werd beschouwd als de oudste en machtigste, en die waarschijnlijk de koninkrijken Nsundi, Mbata, Mpangu, en mogelijk Kundi en Okanga omvatte. Ten zuiden van deze confederatie lag Mpemba, dat zich uitstrekte van het huidige Angola tot aan de Kongorivier, en verschillende koninkrijken zoals Mpemba Kasi en Vunda omvatte. Westelijk hiervan, aan de overkant van de Kongorivier, bevond zich een kleinere confederatie bestaande uit de koninkrijken Vungu (met zijn leider), Kakongo en Ngoyo. Diverse Bantoe-koninkrijken, waaronder die van Kongo, Loango en Teke, ontwikkelden handelsnetwerken die zich uitbreidden naar het Kongogebied.

#### Trans-Atlantische slavenhandel
In 1484 bereikte de Portugese ontdekkingsreiziger Diogo Cão de monding van de Kongorivier. De commerciële betrekkingen tussen de inlandse Bantoe-koninkrijken en Europese kooplieden, die handelden in goederen, vervaardigde producten en mensen die in het binnenland gevangen en tot slaaf gemaakt waren, breidden zich verder uit. Na eeuwenlang een centraal knooppunt te zijn geweest voor de Trans-Atlantische slavenhandel, begon de directe Europese kolonisatie van de delta van de Kongorivier in de 19e eeuw, wat uiteindelijk leidde tot de erodering van de macht van de Bantoe-maatschappijen in de regio.

### Koloniale periode (1880-1958)
In de 19e eeuw bereikte de Franse ontdekkingsreiziger Pierre Savorgnan de Brazza, op zoek naar de bron van de Ogooué, Nkuna, een buitenpost van de Mfoa-stam die later Brazzaville werd genoemd. Pierre Savorgnan de Brazza sloot in 1880 een verdrag met een plaatselijk stamhoofd waarna het gebied onder Franse "bescherming" kwam. In 1885 en 1887 werden de grenzen van de nieuwe Franse kolonie getrokken. In 1891 werd de kolonie Frans-Kongo officieel opgericht.
In 1910 werd Congo-Brazzaville onderdeel van Frans-Equatoriaal-Afrika, in 1946 werd het een overzees gebied en in 1958 een autonome republiek binnen de Franse Gemeenschap met de nationalist Fulbert Youlou, een vroegere priester, als premier.

### Postkoloniale periode (1958-heden)
In 1960 verkreeg Congo volledige onafhankelijkheid en werd de Republiek Congo uitgeroepen. Youlou werd president en vormde een coalitieregering bestaande uit drie partijen. In 1962 deed president Youlou de drie partijen fuseren tot de Mouvement National pour la Révolution. De president deed er alles aan om zijn Bakongo-stamgenoot Joseph Kasavubu van Congo-Kinshasa aan de macht te houden.
In 1963 werd Youlou verdreven en werd Alphonse Massamba-Débat president. Hij voerde een gematigd linkse koers en verbeterde de betrekkingen met Congo-Kinshasa nadat kolonel Mobutu daar de macht had overgenomen. Op 4 september 1968 greep majoor Marien Ngouabi de macht en werd president. De Parti Congolais du Travail werd de enige toegestane partij. De partij baseerde zich op het marxisme-leninisme en Ngouabi werd tot secretaris-generaal van de PCT gekozen. In 1969 werd de Volksrepubliek Congo uitgeroepen.
Ngouabi's buitenlandse beleid richtte zich vooral op de Sovjet-Unie en Frankrijk, met welke landen hij nauwe samenwerking nastreefde. In maart 1977 werd president Ngouabi vermoord. Oud-president Alphonse Massamba-Débat werd in verband met de moord terechtgesteld. Als opvolger van Ngouabi werd Jacques Yombi-Opango aangesteld, die voorzitter werd van het Militaire Comité van de PCT. In 1979 verkreeg Congo een burgerbewind met Denis Sassou-Nguesso als president en secretaris-generaal van de PCT.
In juli 1987 vond er een mislukte militaire staatsgreep tegen het bewind van president Sassou-Nguesso plaats. In september van dat jaar wist hij met hulp van Franse troepen een opstand in het noorden van het land neer te slaan.
Eind 1989 werd een oppositiepartij opgericht, de Unie voor Congolese Democratie. In 1991 maakte Sassou-Nguesso zijn plannen voor de omvorming van Congo naar een democratie bekend. In 1992 werd een nieuwe, democratische grondwet aanvaard en werd de landsnaam in Republiek Congo gewijzigd. De monopoliepositie van de PCT werd afgeschaft.
Bij de parlementsverkiezingen in 1992 werd de Union panafricaine pour la Démocratie sociale (UPADS) de grootste partij. Pascal Lissouba werd president en benoemde Stéphane Bongho-Nouarre tot premier. In oktober 1997 schafte president Lissouba deze post echter af. In 1993 won de UPADS de verkiezingen opnieuw, maar de oppositie beschuldigde de partij van fraudepraktijken. Opstanden en onlusten tussen 1993 en 1997 leidden tot veel doden. In 1996 werd de vrijheid van meningsuiting opgeschort en kwam er een einde aan de vrije pers.
Oud-president Denis Sassou-Nguesso, die na een verblijf in Frankrijk zich weer in Congo bevond, werd door president Lissouba waarschijnlijk gezien als een potentiële bedreiging. Lissouba gaf het leger opdracht de woning van Sassou-Nguesso te omsingelen, maar Sassou-Nguesso's eigen militie verzette zich. Sassou-Nguesso wist te ontkomen en met steun van zijn militie en Angola wist hij in oktober 1997 een staatsgreep te plegen en liet zich tot president uitroepen. Sassou-Nguesso beloofde na drie jaar de democratie te herstellen.
In 2002 won de zittende president met 90% van de stemmen de presidentsverkiezingen en er kwam een nieuwe grondwet die de president veel macht toekende. Bij de presidentsverkiezingen van 2009 werd Sassou-Nguesso wederom verkozen als president, ditmaal met ruim 78% van de stemmen. Deze verkiezingen werden door de oppositiepartijen geboycot.
In augustus 2010 vierde Congo-Brazzaville zijn 50-jarige onafhankelijkheid. De president liet weten dat het land echter nog een lange weg te gaan heeft en pas echt onafhankelijk zal zijn als afgerekend wordt met de grote armoede.
In maart 2015 kondigde Sassou-Nguesso een referendum aan waarin hij voorstelde de limiet op presidentiële termijnen (in 2002 vastgelegd op twee termijnen) te verlengen. In 2016 werd hij bij de presidentsverkiezingen gekozen voor een derde termijn van zeven jaar.

## Geografie

### Grootste steden
Het land heeft een hoge urbanisatiegraad. Ongeveer de helft van de bevolking woont in twee steden, Brazzaville en Pointe-Noire. Met een bevolkingsdichtheid van 15 inwoners/km² is het land relatief dunbevolkt vergeleken met andere Afrikaanse landen.
De tien grootste steden van Congo-Brazzaville zijn op:
| Plaats       | Inw. 1984 | Inw. 1996 | Inw. 2007 |
| ------------ | --------- | --------- | --------- |
| Brazzaville  | 585.812   | 856.410   | 1.373.382 |
| Pointe-Noire | 294.203   | 455.131   | 715.334   |
| Loubomo      | 49.134    | 79.852    | 83.798    |
| Nkayi        | 36.540    | 46.727    | 71.620    |
| Owando       | 16.021    | n.b.      | 24.736    |
| Sibiti       | 14.556    | n.b.      | 22.951    |
| Mossendjo    | 14.469    | 16.458    | n.b.      |
| Ouesso       | 11.939    | 17.784    | 28.179    |
| Madingou     | 11.505    | n.b.      | 25.713    |
| Impfondo     | 11.229    | n.b.      | 33.911    |

## Klimaat

Klimaatzones

Weerbeeld Brazzaville

Het land ligt dicht bij de evenaar en het klimaat is het hele jaar door constant. De jaarlijkse gemiddelde temperatuur is 24 °C, met kleine verschillen per maand. Er zijn drie klimaatzones, in het zuiden en uiterste noorden heerst een tropisch savanneklimaat (klimaatclassificatie van Köppen: Aw) en in het midden van het land een combinatie van tropisch regenwoudklimaat (Af) en moessonklimaat (Am). Er valt omstreeks 1000 millimeter neerslag per jaar in het zuiden terwijl in het midden de neerslag ongeveer tweemaal zo hoog uitkomt. De minste neerslag valt in de periode juni tot september.

## Bestuurlijke indeling
Congo-Brazzaville is verdeeld in twaalf departementen, waarvan er twee uit een gemeente bestaan, de hoofdstad Brazzaville en Pointe-Noire. De departementen zijn verder ingedeeld in 46 districten en gemeenten.

## Bevolking

### Talen
De talen in Congo-Brazzaville zijn Frans, Kikongo, Kituba en Lingala. De meest verspreide taal is het Kikongo.

## Economie
Het land had in 2016 een bruto binnenlands product van US$ 7,8 miljard. De landbouw is de belangrijkste sector wat betreft werkgelegenheid, maar ook de energiesector maakt een groot onderdeel uit van de economie. Een groot deel van het bnp en de staatsinkomsten zijn hieraan gerelateerd. In 1973 kwam de aardolieproductie op gang en in de periode 2007-2016 lag de productie gemiddeld op zo'n 270.000 vaten olie per dag. Met de bekende reserves is dit productieniveau nog zo'n 15 jaar vol te houden. In maart 2017 nam Total SA het offshore olieveld Moho Nord in productie. Het veld ligt 75 kilometer voor de kust van Pointe-Noire en heeft een productiecapaciteit van 100.000 vaten per dag. Total heeft 53,5% van de aandelen, Chevron 31,5% en de Société Nationale des Pétroles du Congo de laatste 15%. Medio 2018 is het land lid geworden van de OPEC. De olie-inkomsten zijn niet altijd even nuttig besteed en andere sectoren als de land- en bosbouw zijn in de verdrukking gekomen.
Volgens de Atlas-methode van de Wereldbank was het bruto nationaal inkomen van het land in 2016 US$ 8,7 miljard of 1700 dollar per hoofd. Wordt rekening gehouden met de koopkrachtpariteit, dan ligt het inkomen op zo'n US$ 5300 per hoofd.

### Armoede
Volgens het Ontwikkelingsprogramma van de Verenigde Naties leefde aan het begin van de 21e eeuw in Congo-Brazzaville 42,3% van de bevolking onder de armoedegrens.

## Politiek
Politieke partijen zijn de Parti Congolais du Travail en de Union panafricaine pour la Démocratie sociale (UPADS). Van 1969 tot 1990 was de PCT de enige toegelaten partij van het land. De partij was op marxistisch-leninistische leest geschoeid. In 1990 werd een meerpartijenstelsel ingevoerd.
In 1992 werd er een tweekamerparlement ingesteld. Het hogerhuis draagt de naam Senaat (Sénat) en het lagerhuis draagt de naam Nationale Vergadering (Assemblée nationale). In beide huizen van het parlement van Congo-Brazzaville domineert de PCT.